# Andrena gnaphalii
Andrena gnaphalii är en biart som först beskrevs av Cockerell 1938.  Andrena gnaphalii ingår i släktet sandbin, och familjen grävbin. Inga underarter finns listade i Catalogue of Life.
Artens utbredningsområde är Nordamerika.